# Olvera
Olvera é um município da Espanha na província de Cádiz, comunidade autónoma da Andaluzia, de área 194 km² com população de 8643 habitantes (2007) e densidade populacional de 44,17 hab/km².
Faz parte da Rota das aldeias brancas.

## Demografia
| Variação demográfica do município entre 1991 e 2004 | Variação demográfica do município entre 1991 e 2004 | Variação demográfica do município entre 1991 e 2004 | Variação demográfica do município entre 1991 e 2004 |
| --------------------------------------------------- | --------------------------------------------------- | --------------------------------------------------- | --------------------------------------------------- |
| 1991                                                | 1996                                                | 2001                                                | 2004                                                |
| 9091                                                | 8991                                                | 8583                                                | 8549                                                |

## Património
- Castelo árabe do século XII, de traçado triangular, elevado sobre uma rocha, que conserva muros, torres e uma Torre de Menagem[3]